# Оріхівська сільська рада (Лубенський район)
Оріхівська сільська рада — колишній орган місцевого самоврядування у Лубенському районі Полтавської області з центром у c. Оріхівка.

## Населені пункти
Сільраді були підпорядковані населені пункти:
- c. Оріхівка
- c. Барвінщина
- c. Крем'янка
- c. Матяшівка
- c. Свічківка
- c. Стадня

## Населення
Згідно з переписом УРСР 1989 року чисельність наявного населення сільської ради становила 2830 осіб, з яких 1137 чоловіків та 1693 жінки.
За переписом населення України 2001 року в сільській раді мешкало 2288 осіб.

### Мова
Розподіл населення за рідною мовою за даними перепису 2001 року:
| Мова       | Відсоток |
| ---------- | -------- |
| українська | 96,82 %  |
| російська  | 1,98 %   |
| білоруська | 0,94 %   |
| молдовська | 0,09 %   |
| німецька   | 0,04 %   |